# شین جی
شین جی (به انگلیسی: Shin Ji) با نام اصلی لی جی-سئون (به انگلیسی: Lee Ji-Seon)(زاده ۱۸ نوامبر ۱۹۸۱)خواننده و بازیگر اهل کره جنوبی است.